# Ligne de Bussière-Galant à Saint-Yrieix
La ligne de Bussière-Galant à Saint-Yrieix est une ancienne ligne de chemin de fer française, qui reliait la gare de Bussière-Galant à celle de Saint-Yrieix. 
Par-delà Bussière-Galant, elle est prolongée par l'ancienne ligne de Bussière-Galant à Saillat-sur-Vienne.
Elle constituait la ligne 614 000 du réseau ferré national.
Aujourd'hui, la ligne est déposée.

## Histoire
La loi du 17 juillet 1879 (dite plan Freycinet) portant classement de 181 lignes de chemin de fer dans le réseau des chemins de fer d’intérêt général retient en n° 98, une ligne de « Bussière-Galant à ou près Saint-Yrieix (Haute-Vienne) ».
La Compagnie du chemin de fer de Paris à Orléans obtient par une convention signée avec le ministre des Travaux publics le 17 juin 1892 la concession à titre éventuel de la ligne. Cette convention a été entérinée par une loi le 20 mars 1893.
La ligne est déclarée d'utilité publique par une loi le 15 avril 1898, rendant ainsi la concession définitive.
La totalité de la ligne (PK 439,100 à 457,278) est déclassée par décret le 12 novembre 1954.

## Ambulant postal
Un service d' ambulant postal a fonctionné sur cette ligne avant 1920. Les lettres étaient déposées dans les gares et, dans le train, un employé oblitérait la lettre avec un timbre à date rond à créneaux, typique des cachets d'ambulants postaux français du début du XXè siècle.

## Gares de la ligne

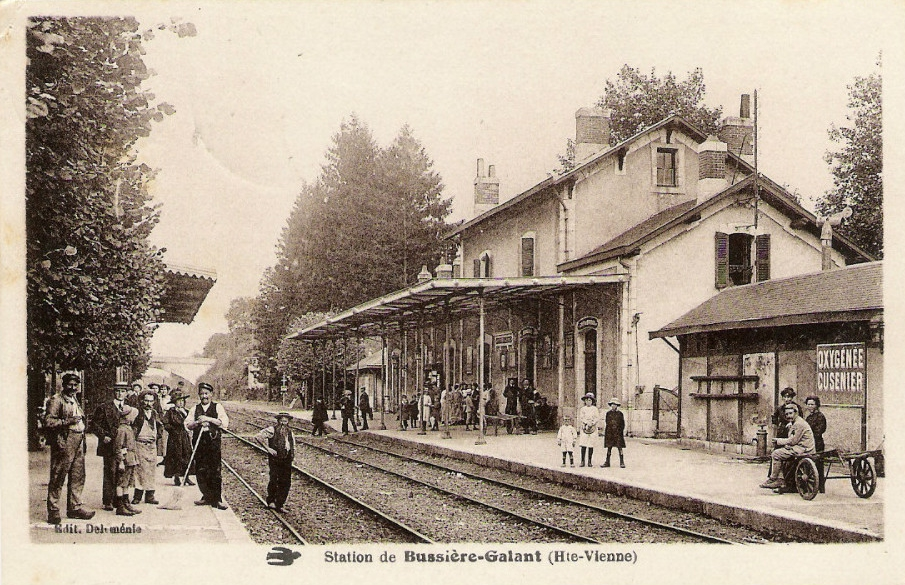
Bussière-Galant vers 1920.
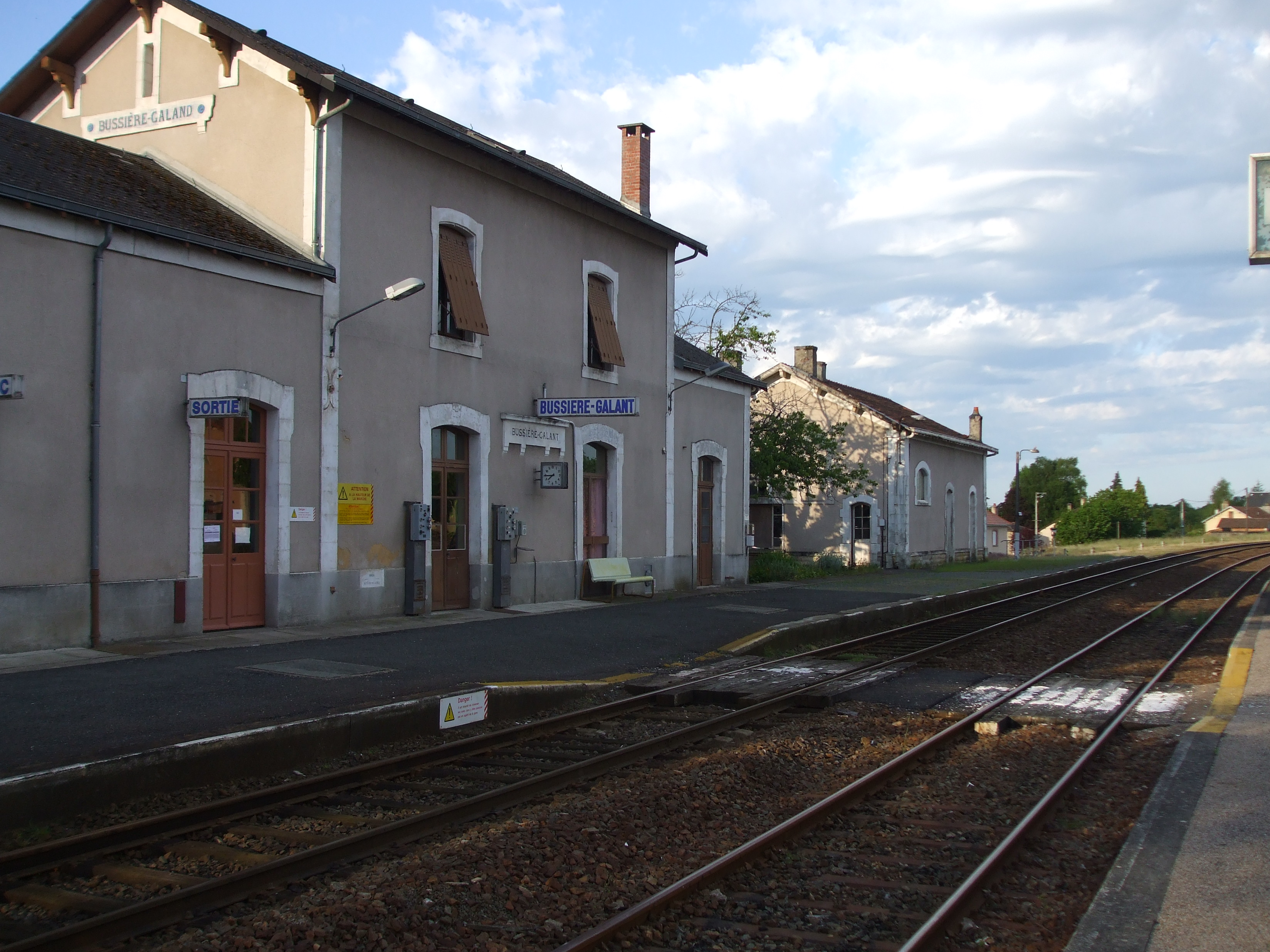
Bussière-Galant.
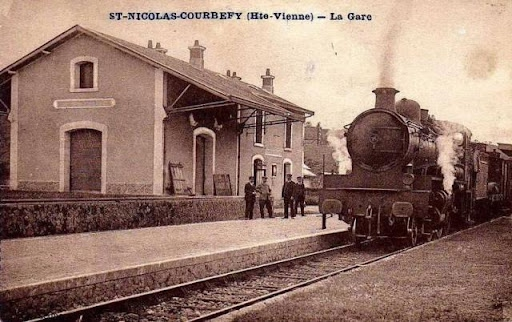
Saint-Nicolas-Courbefy vers 1925.
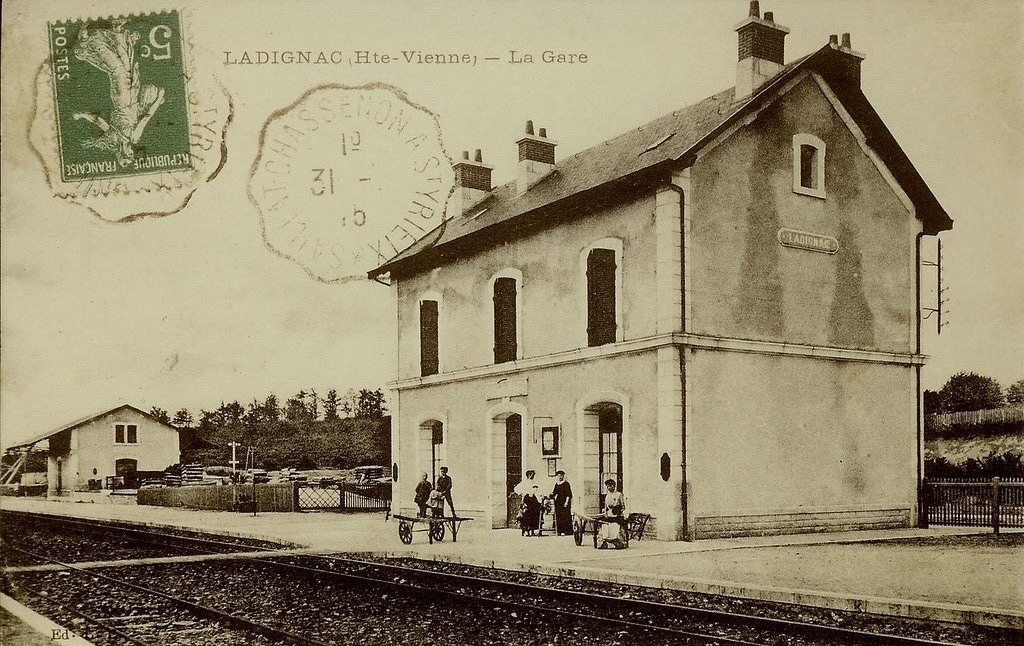
Gare de Ladignac vers 1915.
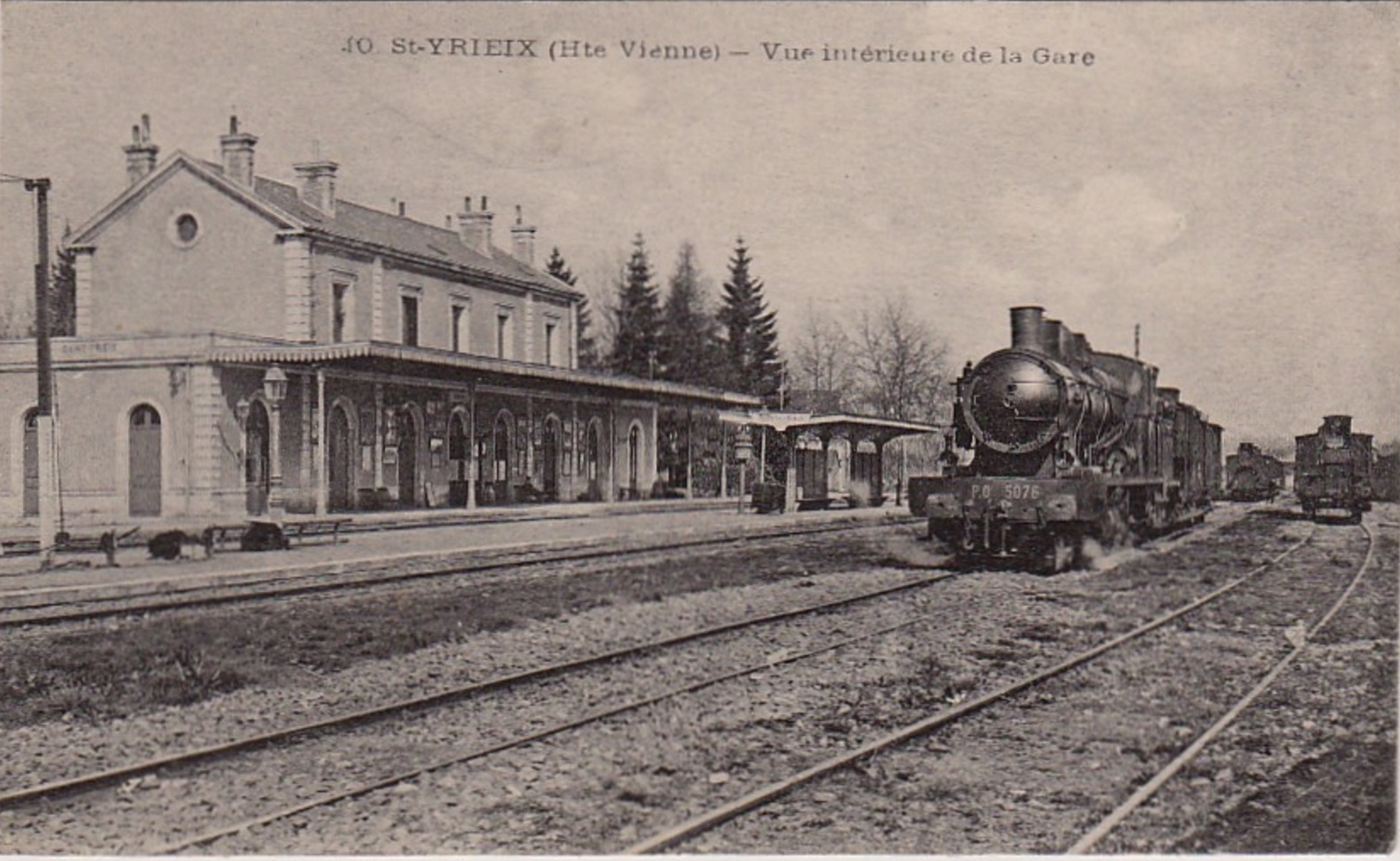
Saint-Yrieix vers 1920.
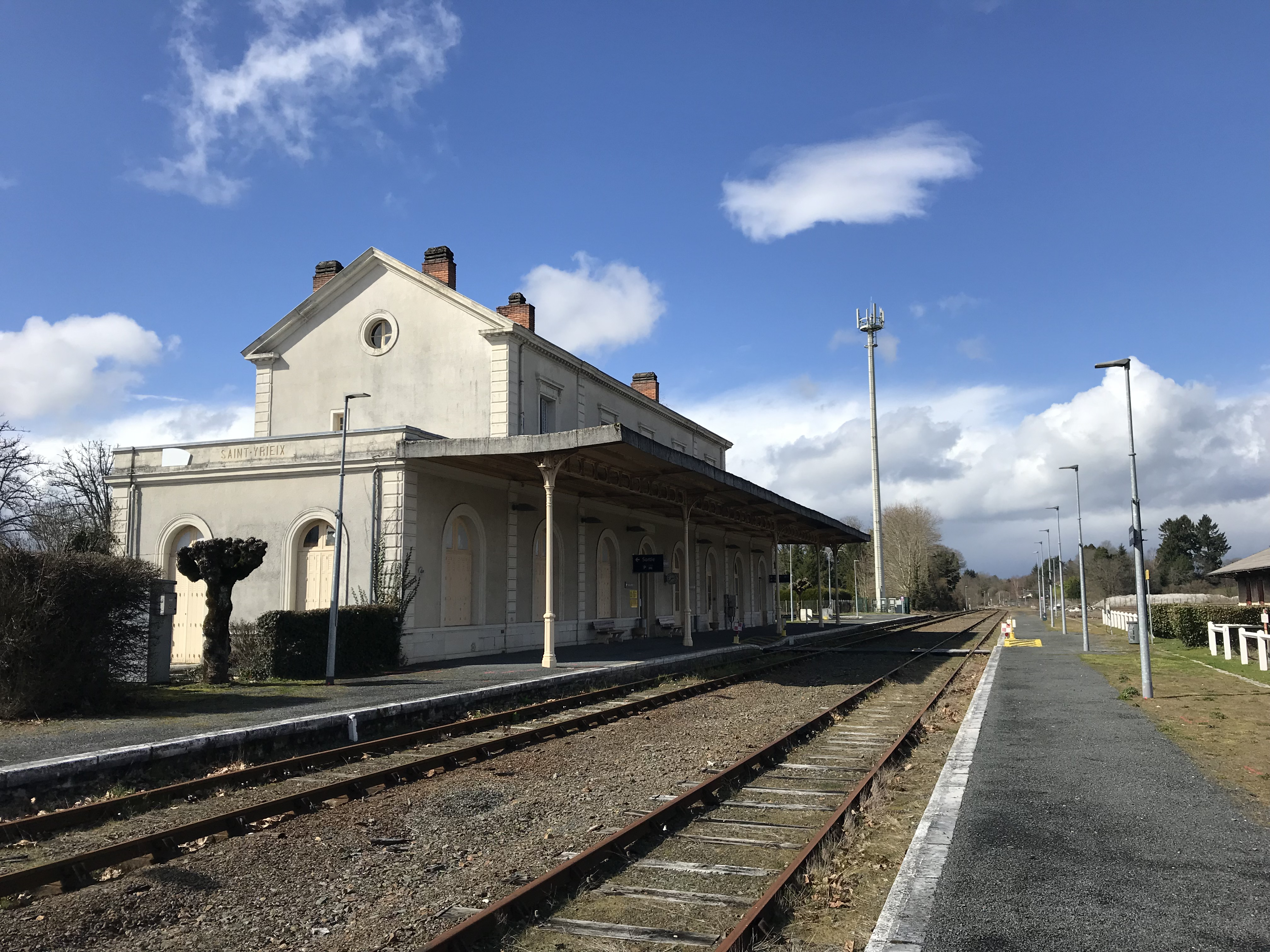
Saint-Yrieix actuelle.